# Manifesto (film 1988)
Manifesto è un film del 1988 diretto da Dušan Makavejev, basato sul racconto di Émile Zola Per una notte d'amore (1876) e presentato al Festival internazionale del cinema di Toronto e alla sezione Venezia Notte della 45ª Mostra internazionale d'arte cinematografica di Venezia.

## Trama
Europa centrale, anni venti. La giovane Svetlana arriva in un piccolo villaggio con l'intenzione di assassinare il re. Contemporaneamente arriva anche Avanti, un membro della polizia segreta. Un postino e una insegnante membri della comunità locale complicano le cose. Fra intrighi, omicidi e feste in giardino, Svetlana porterà nella piccola comunità una rivoluzione sessuale.

## Produzione
Per questo film Makavejev torna a girare in Jugoslavia dopo 18 anni.